# Omphalucha unimoda
Omphalucha unimoda là một loài bướm đêm trong họ Geometridae.